# Благовещенский, Александр Афанасьевич
Алекса́ндр Афана́сьевич Благове́щенский (1847—1894) — русский историк.

## Биография
Родился в 1847 году в Ярославской губернии, происходил из духовного звания.
Окончил Ярославскую духовную семинарию и Санкт-Петербургскую духовную академию (вып. 1871)
С 1871 года служил преподавателем греческого языка в Казанской духовной семинарии. С 1873 года — воспитатель и учитель русского языка в 1-й Петербургской военной гимназии.
В 1878—1880 годах учился в Санкт-Петербургском археологическом институте и при выпуске был удостоен серебряной медали со званием действительного члена института.
С ноября 1883 года состоял секретарём в Санкт-Петербургской академии художеств.
Скончался 26 августа (7 сентября) 1894 года в Новом Петергофе.

## Публикации
- История старой Казанской духовной академии, 1797—1818 г. / сост. учитель казанской духовной семинарии А. Благовещенский. — Казань : в Университетской тип., 1875 (обл. 1876). — 207 с. (впервые — Православный собеседник. — 1875. — Вып. 3. — 1876. — Вып. 1-2)
- Употребление Псалтыри в древней церкви // Сборник Археологического института. Кн. 1 — СПб.: тип. Правительствующего сената, 1879
- Очерки из школьного быта в духовных училищах Казанской губернии в первой половине XIX столетия // Сборник Археологического института. Кн. 3 / издана под ред. [и с предисл.] Н. В. Калачова. — В тип. В. Безобразова, 1880
- Остров Эзель, город Аренсбург и их достопримечательности / [Соч.] Александра Аф. Благовещенского. — Санкт-Петербург : тип. Имп. Акад. наук, 1881. — VI, 178 с., 8 л. ил.;
- История Казанской духовной семинарии с восемью низшими училищами за XVIII—XIX стол. / Соч. А. Благовещенского. — Казань : Ред. Православ. собеседника, 1881. — 468, II с. (впервые — Православный собеседник. — 1881. — Вып. 2. — С. 1-64; Вып. 3. — С. 65-128; 1882. — Вып. 1. — С. 129—192; Вып. 3. — С. 193—256; 1883. — Вып. 1. — С. 257—288; Вып. 2. — С. 289—384; Вып. 3. — С. 385—468.)
- Филарет Амфитеатров, Павел Зернов и Амвросий Протасов, архиепископы Казанские // Русская старина. — 1884. — Кн. 4. — С. 179—198
- Шевченко в Петербурге (1858—1861 гг.) // «Исторический Вестник». — 1896. — Кн. 6. — С. 896—905.